# Daskatica
Daskatica falu Horvátországban Belovár-Bilogora megyében. Közigazgatásilag Štefanjéhez tartozik.

## Fekvése
Belovártól légvonalban 16, közúton 21 km-re délnyugatra, a Belovárt Csázmával összekötő 43-as számú főút mentén, Štefanje és Vagovina között fekszik.

## Története
A falu a török kiűzése után a 17. században keletkezett, amikor katolikus horvát lakossággal telepítették be. 1774-ben az első katonai felmérés térképén „Dorf Deszkoticza” néven szerepel. A Horvát határőrvidék részeként a Kőrösi ezredhez tartozott. Lipszky János 1808-ban Budán kiadott repertóriumában „Daszkaticza” a neve.  
Nagy Lajos 1829-ben kiadott művében ugyancsak „Daszkaticza” néven 34 házzal, 174 katolikus vallású lakossal találjuk. A település 1809 és 1813 között francia uralom alatt állt. 
A katonai közigazgatás megszüntetése után Magyar Királyságon belül Horvátország része, Belovár-Kőrös vármegye Csázmai járásának része lett. A településnek 1857-ben 170, 1910-ben 335 lakosa volt. 1918-ban az új szerb-horvát-szlovén állam, majd később Jugoszlávia része lett. 1941 és 1945 között a németbarát Független Horvát Államhoz, majd a háború után a szocialista Jugoszláviához tartozott. A háború után a fiatalok elvándorlása miatt lakossága folyamatosan csökkent. 1991-től a független Horvátország része. 1991-ben csaknem teljes lakossága horvát volt. A délszláv háború idején mindvégig horvát kézen maradt. 2011-ben 122 lakosa volt, akik főként mezőgazdaságból éltek.

## Lakossága
| Lakosság változása | Lakosság változása | Lakosság változása | Lakosság változása | Lakosság változása | Lakosság változása | Lakosság változása | Lakosság változása | Lakosság változása | Lakosság változása | Lakosság változása | Lakosság változása | Lakosság változása | Lakosság változása | Lakosság változása | Lakosság változása |
| ------------------ | ------------------ | ------------------ | ------------------ | ------------------ | ------------------ | ------------------ | ------------------ | ------------------ | ------------------ | ------------------ | ------------------ | ------------------ | ------------------ | ------------------ | ------------------ |
| 1857               | 1869               | 1880               | 1890               | 1900               | 1910               | 1921               | 1931               | 1948               | 1953               | 1961               | 1971               | 1981               | 1991               | 2001               | 2011               |
| 170                | 167                | 190                | 245                | 307                | 335                | 308                | 323                | 259                | 269                | 266                | 211                | 171                | 149                | 123                | 122                |

## Nevezetességei
A faluban a főút mentén egy kis Szent Kereszt utikápolna található.